# 장관 (영국)
영국에서 장관(長官, Secretary of state; SofS)은 정부의 각부를 책임지는 내각 장관이다. 다만 모든 부의 수장을 장관(secretary of state)라고 부르지는 않으며 재무부(HM Treasury)의 수장은 재무 장관(Chancellor of the Exchequer)이라고 부른다.
공식적 명칭은 "국왕 폐하의 .... 대신(大臣, His Majesty's Principal Secretary of State for ...)"이며, 여러 명의 장관이 있다. 입법에서는 누구인지는 특정하지 않고 일반적으로 장관(the Secretary of State)이라고만 불린다. 장관직은 의회의 입법 없이 창설될 수 있으며, 현재는 총리의 권한으로 창설할 수 있다.